# 츤데레 악역 영애 리젤로테와 실황의 엔도 군과 해설의 코바야시 양

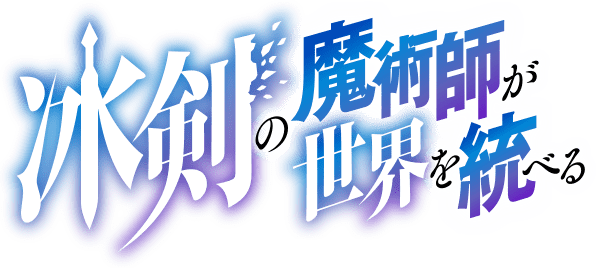

츤데레 악역 영애 리젤로테와 실황의 엔도 군과 해설의 코바야시 양(ツンデレ悪役令嬢リーゼロッテと実況の遠藤くんと解説の小林さん)는 메구미노 시마스즈가 원작한 일본의 라이트 노벨 소설 작품이다. 「소설가가 되자」에서 2018년 8월부터 11월까지 간행되었으며, 2019년 4월에 카도카와 BOOKS(KADOKAWA)에서 서적화되었다. 일러스트는 에이히. 2019년 12월부터는 「카쿠요무」에서 번외편이 갱신되고 있으며, '되자'판은 작자 탈퇴에 따라 삭제되고 있다.

## 줄거리
한 고교 방송부의 부원인 엔도는 뜻밖에 방송부 동료인 코바야시의 권유로 이른바 처녀 게임인 『매지컬하게 사랑해서』(통칭 「마지코이」)를 플레이하게 된다. 그런데 플레이를 진행하다 보면 왠지 게임 중 캐릭터 일부가 악역 영애 코바야시의 발언에 반응하는 내색을 보이게 된다. 게임중의 악역 아가씨·리제 롯데의 팬인 코바야시는 본래의 게임 시나리오에서는 어느 루트라도 모조리 파멸을 맞이해 버리는 리제 롯데를 구하려고, 목소리가 닿는 캐릭터에 「신의 소리」로서 지시를 내리기 시작하게 된다. 그리고 엔도(遠藤)도 거기에 끌려가는 형태로 게임에 빠져든다.
두 사람이 부팅시킨 「마지코이」는 두 사람이 동시가 아니면 플레이할 수 없고 게임 데이터 복사도 신규 저장도 할 수 없는 상태가 돼 있었다. 단 한 번의 실수도 용납되지 않는 가운데 아무도 죽게 하고 싶지 않다는 생각에 두 사람은 묘한 게임을 이어간다.